# Aeroflot-Flug 1036
Koordinaten: 43° 23′ 13″ N, 39° 53′ 54″ O
Der Aeroflot-Flug 1036 war ein Linienflug von Sotschi nach Moskau, auf dem eine Iljuschin Il-18 am 1. Oktober 1972 kurz nach dem Start verunglückte.

## Flugverlauf
Die Il-18 startete um 19:21 Uhr Ortszeit vom Flughafen Sotschi mit Kurs 240°. Etwa eine Minute später bekamen die Piloten die Anweisung, eine Rechtskurve in Richtung auf Lasarewskoje zu fliegen und auf 3000 Meter zu steigen. Kurz nachdem die Iljuschin Il-18 in die Rechtskurve ging, kippte die viermotorige Propellermaschine plötzlich stark nach links und stürzte um 19:25 Uhr aus etwa 150 bis 250 Metern ins Schwarze Meer. Um 19:40 Uhr wurde die Marine über den Flugzeugabsturz informiert und fand gegen 23:52 Uhr die ersten Wrack- und Leichenteile. Alle 109 Personen an Bord starben.

## Unfallursache
Die Unfallursache konnte nicht geklärt werden, da ein Großteil der Trümmer der Il-18 nicht geborgen werden konnten. Die Trümmer befinden sich in etwa 600 Metern Tiefe an einem 45° steilen Abhang, der mit einer dicken Schlammschicht bedeckt ist. Die wenigen geborgenen Trümmerteile wurden untersucht, aber es konnten keine Spuren von Feuer oder einer Bombe gefunden werden.